# Садове (Київ)
Садо́ве — місцевість Києва, поселення. Розташована між Чоколівкою, Турецьким містечком і аеропортом «Київ» (кол. «Жуляни»). Простягається вздовж вулиці Медової.
Садове є одним із найменш відомих селищ району. Виникло у 1950-х під теперішньою назвою як селище для працівників авіаційно-технічного господарства. Тут з’явилося 11 одноповерхових будинків, які мали пічне опалення та балонний газ.
Востаннє Садове згадане під такою назвою в довідниках «Вулиці Києва» 1975 та 1979 років. Із 1980-х воно фігурує як селище без назви. Станом на 2020 рік частину будинків відселено та зруйновано, із них залишилося 6.
2003 року в цій місцевості відкрито Музей авіації.